# Infinite (Eminem-Album)
Infinite (englisch für „unendlich“, „grenzenlos“) ist das erste Soloalbum des US-amerikanischen Rappers Eminem. Es wurde am 12. November 1996 über das Detroiter Independent-Label Web Entertainment veröffentlicht.

## Entstehungsgeschichte
Nach mehreren Jahren, in denen Eminem lediglich Demotracks mithilfe der Bass Brothers aufnahm, war er bereit, sein erstes professionelles Album zu veröffentlichen. Daraufhin wurde Infinite in den Jahren 1995 und 1996 geschrieben und aufgenommen.
Kurz vor der Veröffentlichung des Albums änderte der Rapper seinen Namen von M & M zu Eminem. Aufgrund der damals geringen Bekanntheit des Künstlers wurden lediglich 1.000 Exemplare hergestellt, die sich damals eher schlecht verkauften, heute aber begehrte Sammlerstücke sind.

## Inhalt
Im Gegensatz zu späteren Veröffentlichungen Eminems zeichnet sich Infinite durch relativ harmlose Texte und eine durchweg positive Botschaft aus – unter anderem deshalb, weil der Rapper sich dadurch erhoffte, bei lokalen Radiosendern gespielt zu werden.

## Produktion und Samples
Alle Songs des Albums wurden von Eminems Freund und D12-Mitglied Kon Artis, der als Produzent unter seinem richtigen Namen Denaun Porter auftritt, produziert, wobei die Bass Brothers als ausführende Produzenten fungierten. DJ Head ist lediglich für die Produktion des Skits WEGO Interlude verantwortlich. Auch Eminem selbst war an der Produktion beteiligt.
Auf dem Album sind vier Samples zu finden. Open Mic enthält Elemente von Gimme Your Love von Curtis Mayfield, Backstabber sampelt Eminems eigenen Song Fuckin’ Backstabber und Jealousy Woes II enthält Samples der Songs Jealous von LL Cool J und The World Is Yours von Nas.

## Covergestaltung
Das Cover von Infinite ist sehr einfach gehalten. Es besteht lediglich aus den Schriftzügen Eminem (im oberen Teil) und Infinite (im unteren Teil) auf schwarzem Grund. In der Mitte verläuft horizontal eine weiße Linie, und vereinzelt sind weiße Punkte zu sehen.

## Gastbeiträge
Auf sechs der zehn Songs sind neben Eminem andere Künstler vertreten, die alle aus dem Detroiter Untergrund stammen. Der Rapper Eye-Kyu tritt auf den Liedern It’s OK und 313 in Erscheinung. Bei Maxine sind Three und Kon Artis, der ebenfalls an den Stücken Searchin’ und Backstabber mitgearbeitet hat, vertreten. Das D12-Mitglied Kuniva und der Rapper Thyme sind auf Open Mic zu hören, während Proof und DJ Head in dem Skit WEGO Interlude einen Gastauftritt haben. Zudem arbeitet Eminem auf Searchin’ mit der Sängerin Angela Workman zusammen.

## Titelliste
| Professionelle Bewertungen | Professionelle Bewertungen |
| -------------------------- | -------------------------- |
| Kritiken                   |                            |
| Quelle                     | Bewertung                  |
| allmusic                   | [ 2 ]                      |
| RapReviews                 | [ 3 ]                      |

| #  | Titel                 | Gastbeiträge                 | Produzent     | Länge |
| -- | --------------------- | ---------------------------- | ------------- | ----- |
| 1  | Infinite              |                              | Denaun Porter | 4:02  |
| 2  | WEGO Interlude (Skit) | DJ Head und Proof            | DJ Head       | 0:24  |
| 3  | It’s OK               | Eye-Kyu                      | Denaun Porter | 3:31  |
| 4  | Tonite                |                              | Denaun Porter | 3:44  |
| 5  | 313                   | Eye-Kyu                      | Denaun Porter | 4:12  |
| 6  | Maxine                | Kon Artis und Three          | Denaun Porter | 3:56  |
| 7  | Open Mic              | Kuniva und Thyme             | Denaun Porter | 4:02  |
| 8  | Never 2 Far           |                              | Denaun Porter | 3:38  |
| 9  | Searchin’             | Kon Artis und Angela Workman | Denaun Porter | 3:46  |
| 10 | Backstabber           | Kon Artis                    | Denaun Porter | 3:24  |
| 11 | Jealousy Woes II      |                              | Denaun Porter | 3:20  |

## Wiederveröffentlichungen
2009 wurde das Album im Zuge der Promotion für Eminems sechstes Studioalbum Relapse im Internet zum kostenfreien Download angeboten und kann mittlerweile auch als CD bei verschiedenen Online-Händlern erworben werden.
Am 17. November 2016 erschien zum 20-jährigen Jubiläum des Albums eine remastered Version des Titelsongs Infinite als Single zum Download bei iTunes. Das Lied erreichte Platz 97 in den US-amerikanischen Charts.